# Celatiscincus
Celatiscincus — рід сцинкоподібних ящірок родини сцинкових (Scincidae). Представники цього роду є ендеміками Нової Каледонії.

## Види
Рід Celatiscincus нараховує 2 види:
- Celatiscincus euryotis (Werner, 1909)
- Celatiscincus similis Sadlier, Smith, & Bauer, 2006

## Етимологія
Наукова назва роду Celatiscincus походить від сполучення слів лат. celatus — прихованний і дав.-гр. σκιγκος — ящірка, сцинк.